# Habenaria yomensis
Habenaria yomensis är en orkidéart som beskrevs av Andrew Thomas Gage. Habenaria yomensis ingår i släktet Habenaria och familjen orkidéer.
Artens utbredningsområde är Burma. Inga underarter finns listade i Catalogue of Life.